# Steinemann Island
Steinemann Island ist eine Insel im Archipel der Adelaide- und Biscoe-Inseln vor der Westküste der Antarktischen Halbinsel. Sie liegt 16 km südwestlich des Mount Vélain in der südwestlichen Einfahrt zur Buchanan-Passage vor der Nordostküste der Adelaide-Insel.
Luftaufnahmen der US-amerikanischen Ronne Antarctic Research Expedition (1947–1948) und der Falkland Islands and Dependencies Aerial Survey Expedition (1956–1957) dienten ihrer Kartierung. Das UK Antarctic Place-Names Committee benannte sie 1960 nach dem Schweizer Physiker Samuel Gotthilf Steinemann (1923–2016) von der Universität Lausanne, der 1953 die Fließeigenschaften singulärer oder polykristalliner Eisstrukturen untersucht hatte.